# Gilles Kepel
Gilles Kepel (Párizs, 1955. június 30. –) francia szociológus, politológus, egyetemi oktató.
Az Institut d’études politiques de Paris tudományos intézet francia professzora, aki ugyanitt a Közel-Kelet és Mediterránum tanszéket vezette. Több szociológiai és politikatudományi mű szerzője. A politikai iszlám és a radikális iszlamizmus egyik legjobb szakértőjének számít. De más vallások szélsőséges, extrém mozgalmaival is foglalkozik.

## Élete
Szociológiát, anglicisztikát és arabisztikát hallgatott. Társadalomtudományból és politikatudományból is doktorált. 1994-ben a New York University, 1995-96-ban a Columbia University vendégprofesszora volt. 
2009-2010-ben a London School of Economics and Political Science történelem és nemzetközi kapcsolatok tanszékén (Philipe Roman) oktatott. Rendszeresen publikál a Le Monde, a The New York Times, a La Repubblica, az El País című neves újságokban és szerepel a különböző arab médiákban.
Gilles Kepel tagja az Arab Világ Intézet (Institut du monde arabe) vezető testületének és a Institut d’études politiques de Paris Kuwait programjának tudományos igazgatója.

## Művei

### Franciául
- Le Prophète et le Pharaon. Aux sources des mouvements islamistes, Paris, Le Seuil, [1984], édition révisée, 1993
- Les banlieues de l'islam. Naissance d'une religion en France, Paris, Le Seuil, [1987], 1991
- A l'ouest d'Allah, Paris, Le Seuil, [1994], 1996
- Jihad : expansion et déclin de l'islamisme, Paris, Gallimard, [2000], édition révisée 2003
- Chronique d'une guerre d'Orient, automne 2001. Brève chronique d'Israël et de Palestine, avril-mai 2001, Paris, Gallimard, 2002
- La Revanche de Dieu : Chrétiens, juifs et musulmans à la reconquête du monde, Paris, Le Seuil, [1991], 2003
- Fitna : guerre au cœur de l'islam : essai, Paris, Gallimard, 2004
- Du jihad à la fitna, Paris, Bayard / BNF, 2005
- Terreur et martyre. Relever le défi de civilisation, Paris, Flammarion, 2008, 224 p.

### Angolul
- The revenge of God : The resurgence of Islam, Christianity and Judaism in the modern world, Cambridge, Polity, 1994
- Allah in the West : Islamic movements in America and Europe, Oxford, Polity, 1997
- Bad moon rising : A chronicle of the Middle East today, Londres, Saqi, 2003
- Jihad : The trial of political Islam, Londres, I. B. Tauris, 2004
- The war for muslim minds: Islam and the West, Cambridge, Mass / Londres, Belknap Press, 2004
- The roots of radical Islam, Londres, Saqi, 2005

### Németül
- Der Prophet und der Pharao. Das Beispiel Ägypten: Die Entwicklung des muslimischen Extremismus. Piper, München 1995, ISBN 3-492-03786-0
- Die Rache Gottes. Radikale Moslems, Christen und Juden auf dem Vormarsch. Piper, München 2001, ISBN 3-492-21841-5
- Das Schwarzbuch des Dschihad. Aufstieg und Niedergang des Islamismus. Piper, München, Zürich 2002, ISBN 3-492-04432-8
- Die neuen Kreuzzüge. Die arabische Welt und die Zukunft des Westens. Piper, München 2005, ISBN 3-492-24533-1
- Al-Qaida. Texte des Terrors, zusammen mit Jean-Pierre Milelli. Piper, München 2006, ISBN 3-492-04912-5

### Magyarul
- Dzsihád; ford. Sajó Tamás; Európa, Bp., 2007. ISBN 978 963 07 8235 7

## Külső hivatkozások
- Gilles Kepel

## Fordítás
- Ez a szócikk részben vagy egészben  a   Gilles Kepel című angol Wikipédia-szócikk fordításán alapul.  Az eredeti cikk szerkesztőit annak laptörténete sorolja fel. Ez a jelzés csupán a megfogalmazás eredetét és a szerzői jogokat jelzi, nem szolgál a cikkben szereplő információk forrásmegjelöléseként.
- Ez a szócikk részben vagy egészben  a   Gilles Kepel című német Wikipédia-szócikk fordításán alapul.  Az eredeti cikk szerkesztőit annak laptörténete sorolja fel. Ez a jelzés csupán a megfogalmazás eredetét és a szerzői jogokat jelzi, nem szolgál a cikkben szereplő információk forrásmegjelöléseként.